# 구도촌 (고치현)
구도촌(일본어: 具同村)은 일본 고치현 하타군에 있던 촌이다. 현재의 시만토시에 해당한다.

## 역사
- 1889년 4월 1일 - 정촌제 시행에 의해 2촌의 구역으로 성립하였다.
- 1954년 3월 31일 - 나카무라정, 시모다정, 와라비오카촌, 히가시야마촌, 우시로가와촌, 야쓰카촌, 히가시나카스지촌, 도미야마촌, 오카와스지촌, 나카스지촌과 합병해 나카무라시가 성립, 동일 구도촌은 폐지되었다.

## 교통

### 철도
현재는 구촌지역에 도사쿠로시오 철도 스쿠모선 구니미역이 소재하지만 당시엔 미개통

### 도로
- 국도 제197호선 (현 국도 제56호선)

## 참고 문헌
- 角川日本地名大辞典編纂委員会,『角川日本地名大辞典 39 高知県』1983, 角川書店